# Conny Lens
Conny Lens (eigentlich Friedrich Hitzbleck; * 10. März 1951 in Essen) ist ein deutscher Krimischriftsteller.
Lens verfasste Romane und Kurzgeschichten sowie Hörspiele und Fernsehdrehbücher.

## Werke
- Die Sonnenbrillenfrau (Steeler Straße Krimi 1)
- Ottos Hobby (Steeler Straße Krimi 2)
- Casablanca ist weit (Steeler Straße Krimi 3)
- Endstation Abendrot (Steeler Straße Krimi 4)
- Die Kattowitz-Connexion (Steeler Straße Krimi 5)
- Drecksgeschäfte (Steeler Straße Krimi 6)
- Jagd auf GEL (Ammons Team 1)
- Blutspuren (Ammons Team 2)
- Silvi und Mokka
- Verliebt in den Tod
- Bauer, Springer, Turm und Tod
- ca. 20 Folgen SOKO 5113 (Krimiserie)

## Hörspiele
- 1990: Alexandra, WDR, 45 Min.
- 1991: Zug um Zug, WDR, 45 Min.
- 1991: Dreißigtausend, BR, 45 Min.
- 1991: Der Tod des Schwiegervaters, SDR, 8 Min.
- 1991: Angst, SDR, 15 Min.
- 1992: Ostwind – Regie: Joachim Sonderhoff (Kriminalhörspiel), WDR, 55 Min.
- 1992: Irenes Schlummertrunk, SDR, 40 Min.
- 1994: Der Schleimer, WDR, 55 Min.
- 1995: Fluchtversuch, WDR, 55 Min.

## Filmografie
- 2010: Die Akte Golgatha